# أولكسندر شيزهوف
أولكسندر شيزهوف (بالأوكرانية: Чижов Олександр Олександрович)‏ (10 أغسطس 1986 ببولتافا في أوكرانيا - ) هو لاعب كرة قدم أوكراني في مركز الدفاع. شارك مع منتخب أوكرانيا تحت 21 سنة لكرة القدم. أما مع النوادي، فقد لعب مع نادي شاختار دونيتسك ونادي فورسكلا بولتافا وFC Sevastopol ‏ ونادي إيليتشيفيتس ماريوبول وأوكزهيتبيس ‏.

## وصلات خارجية
- أولكسندر شيزهوف على موقع اتحاد أوكرانيا (الإنجليزية)
- أولكسندر شيزهوف على موقع قاعدة بيانات كرة القدم.إي يو (الإنجليزية)
- أولكسندر شيزهوف على موقع Soccerway.com (الإنجليزية)